# Sóc sinsin
Sóc sinsin, hay sóc bông, tên khoa học Chinchillula sahamae, là một loài động vật có vú, loài duy nhất trong chi Chinchillula, thuộc họ Cricetidae, bộ Gặm nhấm. Loài này được Thomas mô tả năm 1898. Chúng được tìm thấy ở Argentina, Bolivia, Chile, và Peru.